# Kosrae-szigeti gyümölcsgalamb
A Kosrae-szigeti gyümölcsgalamb (Ptilinopus hernsheimi) a madarak osztályának galambalakúak (Columbiformes) rendjébe és a galambfélék (Columbidae) családjába tartozó faj.

## Rendszerezése
A fajt Otto Finsch német ornitológus írta le 1880-ban, a Ptilopus nembe Ptilopus Hernsheimi néven. Sorolják a bíborfejű gyümölcsgalamb (Ptilinopus porphyraceus)  alfajaként Ptilinopus porphyraceus hernsheimi néven.

## Előfordulása
A Csendes-óceánban található Mikronéziai Szövetségi Államokhoz tartozó Kosrae-szigeten él. Természetes élőhelyei szubtrópusi és trópusi síkvidéki esőerdők, mangroveerdők és cserjések, valamint vidéki kertek. Állandó, nem vonuló faj.

## Megjelenése
Testhossza 22–24 centiméter.

## Természetvédelmi helyzete
Az elterjedési területe nagyon kicsi, egyedszáma viszont stabil. A Természetvédelmi Világszövetség Vörös listáján nem fenyegetett fajként szerepel.